# 南方基地

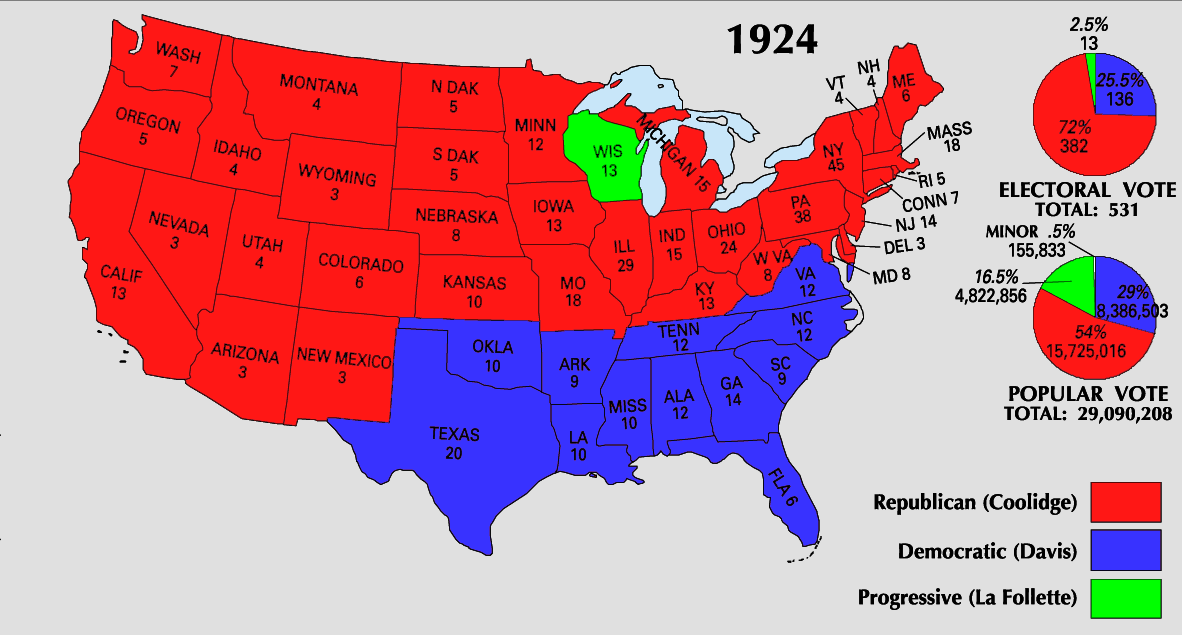
藍色部分是1924年美國總統選舉時民主黨獲勝的州，包括全部的舊邦聯州和俄克拉荷馬州

南方基地（Solid South）是指美國民主黨自1877年美國重建時期結束至1964年民權法案成立之間存在的一個選舉集團。在這一時期，民主黨控制了南方各州的立法機構和國會議員，並一度剝奪幾乎全部黑人的選舉權。南方基地州份包括阿拉巴馬州、阿肯色州、佛羅里達州、喬治亞州、路易斯安那州、密西西比州、北卡羅來納州、南卡羅來納州、田納西州、德克薩斯州和弗吉尼亞州。